# Saint-Julien-Maumont
Saint-Julien-Maumont è un comune francese di 166 abitanti situato nel dipartimento della Corrèze nella regione della Nuova Aquitania.

## Società

### Evoluzione demografica
Abitanti censiti